# Bektashi
La orden bektashí es una cofradía sufí que proviene originalmente de Turquía. Los miembros de esta Tariqa son seguidores de Hacı Bektaş-ı Veli (1209-1271), místico iraní, nacido en Nishapur, Jorasán. La orden tiene su base en Haci Bektash, en la provincia turca de Nevşehir, donde está enterrado el fundador. La hermandad considera a Ali Ibn Abi Talib (600-661) sucesor legítimo de Mahoma. Este movimiento atrae a los chiíes y alevíes de Turquía.
Originalmente, sus derviches o miembros comunes de la hermandad (en árabe faquires o murides) fueron los responsables de islamizar al campesinado cristiano de Anatolia y de países europeos como Bosnia o Albania.

Los jenízaros adoptaron a Haci Bektash como líder espiritual (incluso se hacían llamar hijos de Haci Bektash) y tomaron de los bektashíes ciertas ceremonias y algunos de los elementos de su indumentaria y ritual, como la mano de Fátima y la espada Zulfikar de Alí.

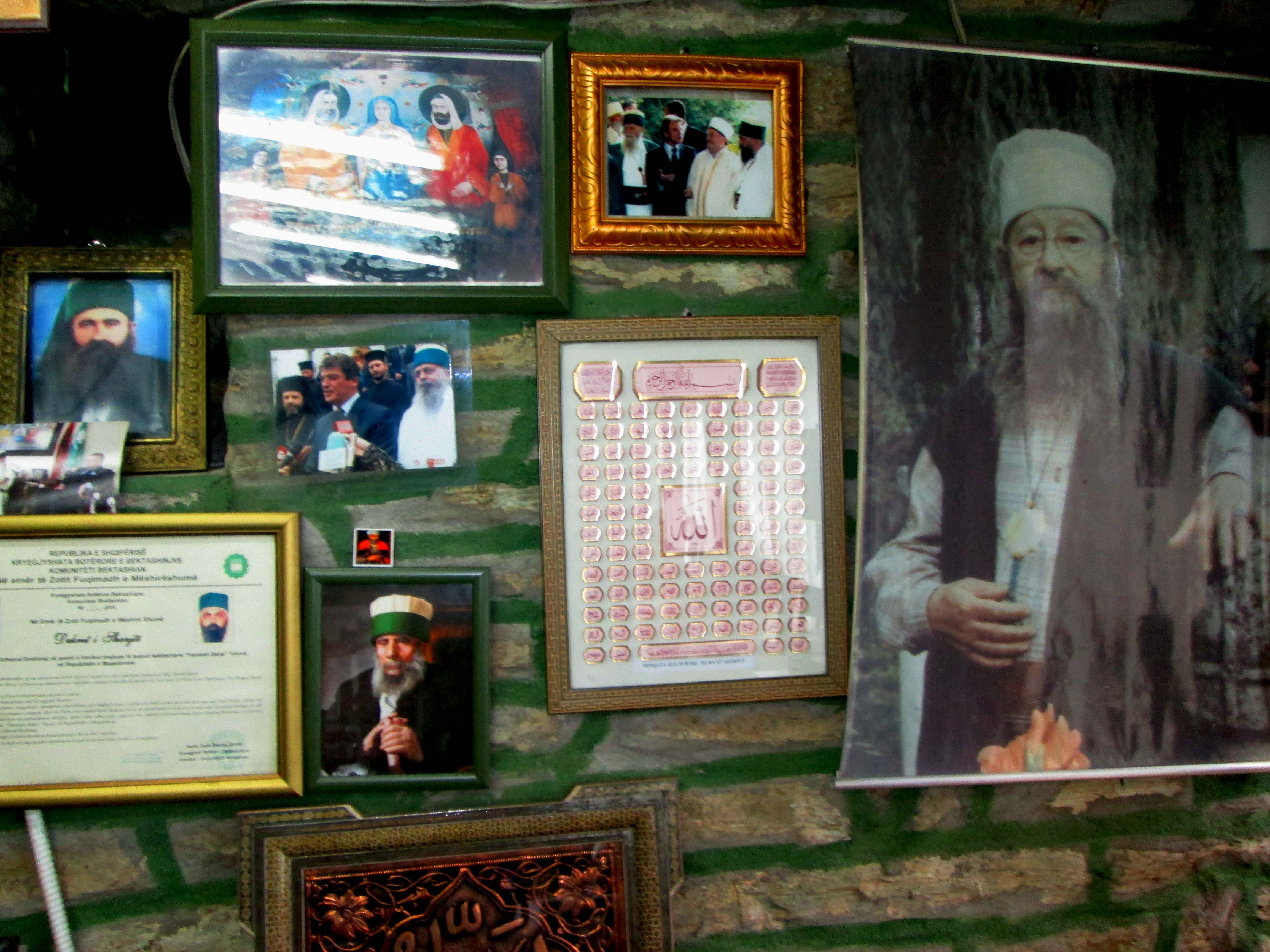
Vista interior de Arabati Baba Teḱe, Tetovo, Macedonia del Norte.

Los alevíes, que hoy forman el 20% de la población de Turquía y también se encuentran en Siria y Bulgaria, se consideran bektashíes (o alevíes bektashíes). En Albania y Kosovo, subsisten rituales bektashíes entre la población musulmana por influencia de la ocupación turca.

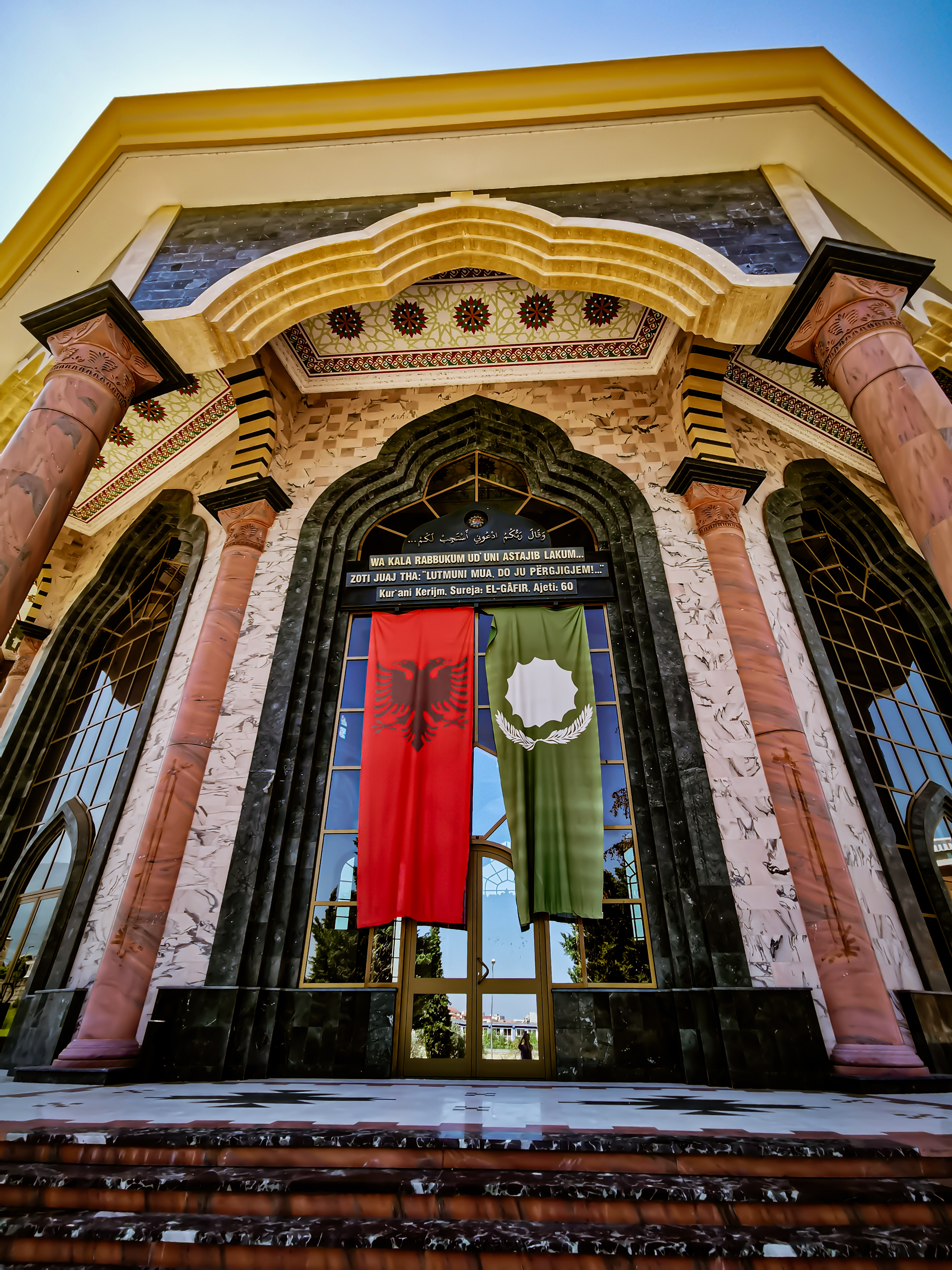
Sede mundial de los Bektashi, en Tirana, Albania.

La Orden bektashi es una orden sufí y tiene mucho en común con otros movimientos místicos islámicos, como la necesidad de un guía espiritual experimentado, llamado baba en el lenguaje bektashí, así como la doctrina de "las cuatro puertas que deben atravesarse". : la "Sharia" (ley religiosa), "Tariqah" (el camino espiritual), "Marifa" (conocimiento verdadero), "Haqiqah" (verdad).
Los bektashíes ponen mucho énfasis en el concepto de Wahdat-ul-Wujood وحدة الوجود, la "Unidad del Ser" que fue formulada por Ibn Arabi. Esto a menudo ha sido etiquetado como panteísmo, aunque es un concepto más cercano al panenteísmo. El bektashismo también está muy impregnado de conceptos chiitas, como la marcada reverencia a Alí, Los doce imanes, y la conmemoración ritual de Ashurah que marca la Batalla de Karbala. Los bektashíes celebran la antigua fiesta persa de Nowruz como el cumpleaños del imán Alí.
De acuerdo con la creencia central de Wahdat-ul-Wujood, los bektashíes ven la realidad contenida en Haqq-Muhammad-Ali, una sola entidad unificada. Los bektashíes no consideran esto una forma de trinidad. Hay muchas otras prácticas y ceremonias que comparten similitudes con otras religiones, como una comida ritual (muhabbet) y la confesión anual de pecados a un baba (magfirat-i zunub مغفرة الذنوب). Los bektashíes basan sus prácticas y rituales en su interpretación y comprensión no ortodoxa y mística del Corán y la práctica profética (Sunnah). No tienen una doctrina escrita específica para ellos, por lo tanto, las reglas y los rituales pueden diferir dependiendo de bajo qué influencia se les haya enseñado. Los bektashíes generalmente veneran a los místicos sufíes fuera de su propio orden, como el murciano Ibn Arabi, Al-Ghazali y Jelalludin Rumi, que tienen un espíritu cercano a ellos.
Los bektashíes sostienen que el Corán tiene dos niveles de significado: uno externo (zahir ظاهر) y otro interno (batin باطن). Consideran que este último es superior y eterno, y esto se refleja en su comprensión tanto del universo como de la humanidad (este punto de vista también se puede encontrar en el ismailismo, véase Batiniyya).
El bektashismo también es iniciático y los miembros deben atravesar varios niveles o rangos a medida que avanzan en el camino espiritual hacia la Realidad. Los miembros de primer nivel se llaman aşıks عاشق. Son aquellos que, aunque no se han iniciado en la orden, se sienten atraídos por ella. Después de la iniciación (llamada nasip), uno se convierte en un mühip محب. Después de un tiempo como mühip, uno puede tomar más votos y convertirse en un derviche. El siguiente nivel por encima del derviche es el de baba. Se considera que el baba (literalmente padre) es la cabeza de un tekke y está calificado para dar orientación espiritual (irshad إرشاد). Por encima del baba está el rango de halife-baba (o dede, abuelo). Tradicionalmente había doce de estos, el más antiguo era el dedebaba (bisabuelo). Se consideraba que la Dedebaba era la autoridad de mayor rango en la Orden Bektashi. Tradicionalmente, la residencia de la Dedebaba era el Pir Evi (El Hogar del Santo), que se encontraba en el santuario de Hajji Bektash Wali en la ciudad central de Anatolia de Hacıbektaş (alias Solucakarahüyük), conocido como complejo Hajibektash.

### Estado Soberano de la Orden Bektashi
En septiembre de 2024, el primer ministro de Albania, Edi Rama, propuso la creación de un microestado musulmán inspirado en el Vaticano destinado a la comunidad Bektashi. Este nuevo enclave, denominado "Estado Soberano de la Orden Bektashi", se establecería en Tirana y abarcaría aproximadamente 10 hectáreas, convirtiéndose en el estado más pequeño del mundo.
El microestado contará con su propia administración, pasaportes y fronteras. A diferencia de otras interpretaciones más conservadoras del Islam, permitirá el consumo de alcohol y otorgará libertad de vestimenta a las mujeres, reflejando los principios inclusivos de la Orden Bektashi. Rama enfatizó que el objetivo es promover una versión del Islam que respete la tolerancia religiosa, un valor que Albania ha defendido a lo largo de su historia.